# Церкно
Церкно (словен. Cerkno) је градић и управно средиште истоимене општине Церкно, која припада Горишкој регији у Републици Словенији.
По попису становништва из 2011. године, насеље Церкно имало је 1.596 становника.